# Neotetralobus
Neotetralobus là một chi bọ cánh cứng trong họ 
Elateridae.
Chi này được miêu tả khoa học năm 1987 bởi Girard.

## Các loài
Chi này có các loài:
- Neotetralobus africanus Girard, 1988